# Western Open
Western Open var den näst äldsta golftävlingen i USA för professionella herrar. Den spelades första gången 1899 och det året var prissumman 150 dollar varav segraren fick 50 dollar. Till en början var det mest professionella golfspelare från Storbritannien som vann tävlingen och den betraktades under en lång tid som en major men den blev det aldrig officiellt. Det var en stående tävling på PGA Tour. Western Open har alltid hållits på banor omkring Chicago men sedan 1993 så hålls den alltid på Cog Hill Golf and Country Club. Den spelades varje år i slutet av juni eller början av juli.
När tävlingens sista upplaga spelades 2006, var det den tredje äldsta tävlingen på PGA Tourschemat efter US Open och British Open.

## Segrare
| År   | Segrare         |
| ---- | --------------- |
| 2006 | Trevor Immelman |
| 2005 | Jim Furyk       |
| 2004 | Stephen Ames    |
| 2003 | Tiger Woods     |
| 2002 | Jerry Kelly     |
| 2001 | Scott Hoch      |
| 2000 | Robert Allenby  |
| 1999 | Tiger Woods     |
| 1998 | Joe Durant      |
| 1997 | Tiger Woods     |
| 1996 | Steve Stricker  |
| 1995 | Billy Mayfair   |
| 1994 | Nick Price      |
| 1993 | Nick Price      |
| 1992 | Ben Crenshaw    |
| 1991 | Russ Cochran    |
| 1990 | Wayne Levi      |
| 1989 | Mark McCumber   |
| 1988 | Jim Benepe      |
| 1987 | D. A. Weibring  |
| 1986 | Tom Kite        |
| 1985 | Scott Verplank  |
| 1984 | Tom Watson      |
| 1983 | Mark McCumber   |

| År   | Segrare           |
| ---- | ----------------- |
| 1982 | Tom Weiskopf      |
| 1981 | Ed Fiori          |
| 1980 | Scott Simpson     |
| 1979 | Larry Nelson      |
| 1978 | Andy Bean         |
| 1977 | Tom Watson        |
| 1976 | Al Geiberger      |
| 1975 | Hale Irwin        |
| 1974 | Tom Watson        |
| 1973 | Billy Casper      |
| 1972 | Jim Jamieson      |
| 1971 | Bruce Crampton    |
| 1970 | Hugh Royer        |
| 1969 | Billy Casper      |
| 1968 | Jack Nicklaus     |
| 1967 | Jack Nicklaus     |
| 1966 | Billy Casper      |
| 1965 | Billy Casper      |
| 1964 | Chi Chi Rodriguez |
| 1963 | Arnold Palmer     |
| 1962 | Jacky Cupit       |
| 1961 | Arnold Palmer     |
| 1960 | Stan Leonard      |
| 1959 | Mike Souchak      |
| 1958 | Doug Sanders      |
| 1957 | Doug Ford         |
| 1956 | Mike Fetchick     |

| År   | Segrare         |
| ---- | --------------- |
| 1955 | Cary Middlecoff |
| 1954 | Lloyd Mangrum   |
| 1953 | Dutch Harrison  |
| 1952 | Lloyd Mangrum   |
| 1951 | Marty Furgol    |
| 1950 | Sam Snead       |
| 1949 | Sam Snead       |
| 1948 | Ben Hogan       |
| 1947 | Johnny Palmer   |
| 1946 | Ben Hogan       |
| 1942 | Herman Barron   |
| 1941 | Ed Oliver       |
| 1940 | Jimmy Demaret   |
| 1939 | Byron Nelson    |
| 1938 | Ralph Guldahl   |
| 1937 | Ralph Guldahl   |
| 1936 | Ralph Guldahl   |
| 1935 | Johnny Revolta  |
| 1934 | Harry Cooper    |
| 1933 | Mac Smith       |
| 1932 | Walter Hagen    |
| 1931 | Ed Dudley       |
| 1930 | Gene Sarazen    |
| 1929 | Tommy Armour    |
| 1928 | Abe Espinosa    |
| 1927 | Walter Hagen    |
| 1926 | Walter Hagen    |

| År   | Segrare             |
| ---- | ------------------- |
| 1925 | Mac Smith           |
| 1924 | Bill Mehlhorn       |
| 1923 | Jock Hutchison      |
| 1922 | Mike Brady          |
| 1921 | Walter Hagen        |
| 1920 | Jock Hutchison      |
| 1919 | Jim Barnes          |
| 1917 | Jim Barnes          |
| 1916 | Walter Hagen        |
| 1915 | Tom McNamara        |
| 1914 | Jim Barnes          |
| 1913 | John McDermott      |
| 1912 | Mac Smith           |
| 1911 | Robert Simpson      |
| 1910 | Chick Evans         |
| 1909 | Willie Anderson     |
| 1908 | Willie Anderson     |
| 1907 | Robert Simpson      |
| 1906 | Alex Smith          |
| 1905 | Arthur Smith        |
| 1904 | Willie Anderson     |
| 1903 | Alex Smith          |
| 1902 | Willie Anderson     |
| 1901 | Laurie Auchterlonie |
| 1899 | Willie Smith        |